# Sense (BAND-MAIDの曲)
「Sense」（センス）は、BAND-MAIDの8作目のシングル。2021年10月27日発売。発売元は、ポニーキャニオン。

## 概要
- 前作『Different』より、約10ヶ月ぶりのリリースであり、ポニーキャニオン移籍後初のCDシングルである。
- 表題曲は、テレビアニメ『プラチナエンド』オープニングテーマに起用されており、アニメのために楽曲が書き下ろされた[3][4]。
- 9月6日にTV sizeで配信リリースされた[5]。

## 収録曲
| 全作曲・編曲: BAND-MAID。 |                                                           |             |            |
| #                         | タイトル                                                  | 作詞        | 作曲・編曲 |
| 1.                        | 「Sense」                                                 | MIKU KOBATO | BAND-MAID  |
| 2.                        | 「火花」(「全日本大学eスポーツ対抗戦」バトルテーマソング) | MIKU KOBATO | BAND-MAID  |
| 3.                        | 「Corallium」                                             | SAIKI       | BAND-MAID  |